# Locus Award
Der Locus Award ist ein jährlich seit 1971 vom amerikanischen Fachmagazin Locus vergebener Literaturpreis für Science-Fiction und Fantasy (teils auch Dark Fantasy und Horror). Der Locus Award gilt neben dem Hugo Award und dem Nebula Award als eine der bedeutendsten Auszeichnungen für SF- und Fantasy-Literatur. Er wird jeweils für im Vorjahr in Amerika zum ersten Mal auf Englisch erschienene Werke vergeben.
Die Vergabe des Preises beruht auf einer Leserbefragung. Inzwischen kann man aber auch online daran teilnehmen. Ursprünglich dazu gedacht, Empfehlungen und Vorschläge für die kommende Vergabe des Hugos zu machen, war die Beteiligung an den Locus Awards oft höher als bei Hugo und Nebula zusammen.
Seit ein paar Jahren werden am Ende der Wahlphase (etwa Mitte April) zunächst die fünf Besten jeder Kategorie bekannt gegeben. Die eigentliche Preisverleihung und Bekanntgabe der Sieger erfolgt etwa Mitte Juni bei einem Bankett. Die exakten Platzierungen sämtlicher Nominierten werden in den anschließenden Ausgaben des Magazins Locus veröffentlicht. Online werden diese Angaben am Anfang des folgenden Jahres auf den Seiten von Locus Online publiziert.
Beim Locus Award wird bei der Preisverleihung das Jahr verwendet, in dem der Preis vergeben wurde.

## Kategorien
Der Locus Award wird derzeit in folgenden Kategorien vergeben:
| Fiction | bezüglich Fiction                                                  |
| --- | ------------------------------------------------------------------ |
| - SF-Roman - Fantasy-Roman - Jugendbuch - Erstlingsroman - Kurzroman - Erzählung - Kurzgeschichte - Sammlung - Anthologie | - Sachbuch - Kunstbuch - Magazin - Herausgeber - Verlag - Künstler |

Wie bei vielen der älteren Preise hat sich die heute gültige Einteilung in Roman, Kurzroman, Erzählung und Kurzgeschichte erst gegen Ende der 1970er Jahre als Standard durchgesetzt.
Art und Anzahl der zur Wahl gestellten Kategorien hängt einerseits von den Leserwünschen ab, andererseits aber auch von der Anzahl der Kandidaten. In den Fiction-Kategorien sind pro Kategorie in der Regel zwischen 15 und 30 Werke nominiert.

### Roman (Novel)
Diese Kategorie beinhaltet Werke mit einer Länge von 40.000 oder mehr Wörtern.
| Art  | Kategorie                   |
| ---- | --------------------------- |
| SF   | Science Fiction Novel       |
| F    | Fantasy Novel               |
| H    | Horror Novel                |
| H/DF | Horror / Dark Fantasy Novel |
| DF/H | Dark Fantasy / Horror Novel |
| N    | Novel                       |

| 2020er | 2020er | 2020er                | 2020er                                                    | 2020er |
| Jahr   | Art    | Autor                 | Originaltitel                                             | Deutsche Ausgabe                                                                                           |
| ------ | ------ | --------------------- | --------------------------------------------------------- | --- |
| 2024   | SF     | Martha Wells          | System Collapse                                           | Systemkollaps                                                                                              |
| 2024   | F      | Martha Wells          | Witch King                                                | |
| 2024   | H      | T. Kingfisher         | A House with Good Bones                                   | |
| 2023   | SF     | John Scalzi           | The Kaiju Preservation Society                            | Die Gesellschaft zur Erhaltung der Kaijū-Monster                                                           |
| 2023   | F      | R. F. Kuang           | Babel                                                     | Babel |
| 2023   | H      | T. Kingfisher         | What Moves the Dead                                       | Was die Toten bewegt                                                                                       |
| 2022   | SF     | Arkady Martine        | A Desolation Called Peace                                 | Am Abgrund des Krieges                                                                                     |
| 2022   | F      | Fonda Lee             | Jade Legacy                                               | Jade Legacy – Ehre ist alles                                                                               |
| 2022   | H      | Stephen Graham Jones  | My Heart Is a Chainsaw                                    | |
| 2021   | SF     | Martha Wells          | Network Effect                                            | Der Netzwerkeffekt                                                                                         |
| 2021   | F      | N. K. Jemisin         | The City We Became                                        | Die Wächterinnen von New York                                                                              |
| 2021   | H      | Silvia Moreno-Garcia  | Mexican Gothic                                            | Der mexikanische Fluch                                                                                     |
| 2020   | SF     | Charlie Jane Anders   | The City in the Middle of the Night                       | |
| 2020   | F      | Seanan McGuire        | Middlegame                                                | |
| 2020   | H      | Marlon James          | Black Leopard, Red Wolf                                   | Schwarzer Leopard, roter Wolf                                                                              |
| 2010er |        |                       |                                                           | |
| Jahr   | Art    | Autor                 | Originaltitel                                             | Deutsche Ausgabe                                                                                           |
| 2019   | SF     | Mary Robinette Kowal  | The Calculating Stars                                     | Die Berechnung der Sterne                                                                                  |
| 2019   | F      | Naomi Novik           | Spinning Silver                                           | Das kalte Reich des Silbers                                                                                |
| 2019   | H      | Paul Tremblay         | The Cabin at the End of the World                         | Das Haus am Ende der Welt                                                                                  |
| 2018   | SF     | John Scalzi           | The Collapsing Empire                                     | Kollaps – Das Imperium der Ströme                                                                          |
| 2018   | F      | N. K. Jemisin         | The Stone Sky                                             | Steinerner Himmel                                                                                          |
| 2018   | H      | Victor LaValle        | The Changeling                                            | |
| 2017   | SF     | Cixin Liu             | Death’s End                                               | Jenseits der Zeit                                                                                          |
| 2017   | F      | Charlie Jane Anders   | All the Birds in the Sky                                  | Alle Vögel unter dem Himmel                                                                                |
| 2017   | H      | Joe Hill              | The Fireman                                               | Fireman |
| 2016   | SF     | Ann Leckie            | Ancillary Mercy                                           | Das Imperium                                                                                               |
| 2016   | F      | Naomi Novik           | Uprooted                                                  | Das dunkle Herz des Waldes                                                                                 |
| 2015   | SF     | Ann Leckie            | Ancillary Sword                                           | Die Mission                                                                                                |
| 2015   | F      | Katherine Addison     | The Goblin Emperor                                        | Der Winterkaiser                                                                                           |
| 2014   | SF     | James S. A. Corey     | Abaddon’s Gate                                            | Abaddons Tor                                                                                               |
| 2014   | F      | Neil Gaiman           | The Ocean at the End of the Lane                          | Der Ozean am Ende der Straße                                                                               |
| 2013   | SF     | John Scalzi           | Redshirts                                                 | Redshirts                                                                                                  |
| 2013   | F      | Charles Stross        | The Apocalypse Codex                                      | – |
| 2012   | SF     | China Miéville        | Embassytown                                               | Stadt der Fremden                                                                                          |
| 2012   | F      | George R. R. Martin   | A Dance with Dragons                                      | 2-teilig: Der Sohn des Greifen Ein Tanz mit Drachen                                                        |
| 2011   | SF     | Connie Willis         | Blackout/All Clear                                        | Dunkelheit/Licht                                                                                           |
| 2011   | F      | China Miéville        | Kraken                                                    | Der Krake                                                                                                  |
| 2010   | SF     | Cherie Priest         | Boneshaker                                                | Boneshaker                                                                                                 |
| 2010   | F      | China Miéville        | The City & The City                                       | Die Stadt & Die Stadt                                                                                      |
| 2000er |        |                       |                                                           | |
| Jahr   | Art    | Autor                 | Originaltitel                                             | Deutsche Ausgabe                                                                                           |
| 2009   | SF     | Neal Stephenson       | Anathem                                                   | Anathem |
| 2009   | F      | Ursula K. Le Guin     | Lavinia                                                   | Lavinia |
| 2008   | SF     | Michael Chabon        | The Yiddish Policemen’s Union                             | Die Vereinigung jiddischer Polizisten                                                                      |
| 2008   | F      | Terry Pratchett       | Making Money                                              | Schöne Scheine                                                                                             |
| 2007   | SF     | Vernor Vinge          | Rainbows End                                              | Das Ende des Regenbogens                                                                                   |
| 2007   | F      | Ellen Kushner         | The Privilege of the Sword                                | Die Dienerin des Schwertes                                                                                 |
| 2006   | SF     | Charles Stross        | Accelerando                                               | Accelerando                                                                                                |
| 2006   | F      | Neil Gaiman           | Anansi Boys                                               | Anansi Boys                                                                                                |
| 2005   | SF     | Neal Stephenson       | The Baroque Cycle: The Confusion; The System of the World | Barock-Zyklus: Confusion / Principia                                                                       |
| 2005   | F      | China Miéville        | Iron Council                                              | Der eiserne Rat                                                                                            |
| 2004   | SF     | Dan Simmons           | Ilium                                                     | Ilium |
| 2004   | F      | Lois McMaster Bujold  | Paladin of Souls                                          | Paladin der Seelen                                                                                         |
| 2003   | SF     | Kim Stanley Robinson  | The Years of Rice and Salt                                | – |
| 2003   | F      | China Miéville        | The Scar                                                  | 2-teilig: Die Narbe Leviathan                                                                              |
| 2002   | SF     | Connie Willis         | Passage                                                   | – |
| 2002   | F      | Neil Gaiman           | American Gods                                             | American Gods                                                                                              |
| 2001   | SF     | Ursula K. Le Guin     | The Telling                                               | Die Erzähler                                                                                               |
| 2001   | F      | George R. R. Martin   | A Storm of Swords                                         | 2-teilig: Sturm der Schwerter Die Königin der Drachen 1-teilig: Schwertgewitter                            |
| 2000   | SF     | Neal Stephenson       | Cryptonomicon                                             | Cryptonomicon                                                                                              |
| 2000   | F      | Joanne K. Rowling     | Harry Potter and the Prisoner of Azkaban                  | Harry Potter und der Gefangene von Askaban                                                                 |
| 1990er |        |                       |                                                           | |
| Jahr   | Art    | Autor                 | Originaltitel                                             | Deutsche Ausgabe                                                                                           |
| 1999   | SF     | Connie Willis         | To Say Nothing of the Dog                                 | Die Farben der Zeit                                                                                        |
| 1999   | F      | George R. R. Martin   | A Clash of Kings                                          | 2-teilig: Der Thron der Sieben Königreiche Die Saat des goldenen Löwen 1-teilig: Königsfehde               |
| 1999   | DF/H   | Stephen King          | Bag of Bones                                              | Sara |
| 1998   | SF     | Dan Simmons           | The Rise of Endymion                                      | Endymion – Die Auferstehung                                                                                |
| 1998   | F      | Tim Powers            | Earthquake Weather                                        | 2-teilig: Dionysos erwacht Der Fischerkönig                                                                |
| 1997   | SF     | Kim Stanley Robinson  | Blue Mars                                                 | Blauer Mars                                                                                                |
| 1997   | F      | George R. R. Martin   | A Game of Thrones                                         | 2-teilig: Die Herren von Winterfell Das Erbe von Winterfell 1-teilig: Eisenthron                           |
| 1997   | H/DF   | Stephen King          | Desperation                                               | Desperation                                                                                                |
| 1996   | SF     | Neal Stephenson       | The Diamond Age                                           | Diamond Age – Die Grenzwelt                                                                                |
| 1996   | F      | Orson Scott Card      | Alvin Journeyman                                          | Der Reisende                                                                                               |
| 1996   | H/DF   | Tim Powers            | Expiration Date                                           | – |
| 1995   | SF     | Lois McMaster Bujold  | Mirror Dance                                              | Spiegeltanz                                                                                                |
| 1995   | F      | Michael Bishop        | Brittle Innings                                           | Brüchige Siege                                                                                             |
| 1995   | DF/H   | Dan Simmons           | Fires of Eden                                             | Die Feuer von Eden                                                                                         |
| 1994   | SF     | Kim Stanley Robinson  | Green Mars                                                | Grüner Mars                                                                                                |
| 1994   | F      | Peter S. Beagle       | The Innkeeper’s Song                                      | Es kamen drei Damen im Abendrot                                                                            |
| 1994   | H      | Lucius Shepard        | The Golden                                                | Die Spur des goldenen Opfers                                                                               |
| 1993   | SF     | Connie Willis         | Doomsday Book                                             | Die Jahre des Schwarzen Todes                                                                              |
| 1993   | F      | Tim Powers            | Last Call                                                 | – |
| 1993   | H/DF   | Dan Simmons           | Children of the Night                                     | Kinder der Nacht                                                                                           |
| 1992   | SF     | Lois McMaster Bujold  | Barrayar                                                  | Barrayar                                                                                                   |
| 1992   | F      | Sheri S. Tepper       | Beauty                                                    | Die Schöne                                                                                                 |
| 1992   | H/DF   | Dan Simmons           | Summer of Night                                           | Sommer der Nacht                                                                                           |
| 1991   | SF     | Dan Simmons           | The Fall of Hyperion                                      | Das Ende von Hyperion auch: Der Sturz von Hyperion                                                         |
| 1991   | F      | Ursula K. Le Guin     | Tehanu: The Last Book of Earthsea                         | Tehanu |
| 1991   | H/DF   | Anne Rice             | The Witching Hour                                         | Hexenstunde                                                                                                |
| 1990   | SF     | Dan Simmons           | Hyperion                                                  | Hyperion                                                                                                   |
| 1990   | F      | Orson Scott Card      | Prentice Alvin                                            | Der magische Pflug                                                                                         |
| 1990   | H      | Dan Simmons           | Carrion Comfort                                           | Die Kraft des Bösen                                                                                        |
| 1980er |        |                       |                                                           | |
| Jahr   | Art    | Autor                 | Originaltitel                                             | Deutsche Ausgabe                                                                                           |
| 1989   | SF     | C. J. Cherryh         | Cyteen                                                    | 3-teilig: Cyteen: Der Verrat Cyteen: Die Wiedergeburt Cyteen: Die Rechtfertigung als „Sammelband“: Geklont |
| 1989   | F      | Orson Scott Card      | Red Prophet                                               | Der Rote Prophet                                                                                           |
| 1989   | H      | Barbara Hambly        | Those Who Hunt the Night                                  | Jagd der Vampire                                                                                           |
| 1988   | SF     | David Brin            | The Uplift War                                            | Entwicklungskrieg                                                                                          |
| 1988   | F      | Orson Scott Card      | Seventh Son                                               | Der siebente Sohn                                                                                          |
| 1987   | SF     | Orson Scott Card      | Speaker for the Dead                                      | Sprecher für die Toten                                                                                     |
| 1987   | F      | Gene Wolfe            | Soldier of the Mist                                       | Soldat des Nebels                                                                                          |
| 1986   | SF     | David Brin            | The Postman                                               | Gordons Berufung auch: Postman                                                                             |
| 1986   | F      | Roger Zelazny         | Trumps of Doom                                            | Die Trümpfe des Jüngsten Gerichts                                                                          |
| 1985   | SF     | Larry Niven           | The Integral Trees                                        | Der schwebende Wald                                                                                        |
| 1985   | F      | Robert A. Heinlein    | Job: A Comedy of Justice                                  | Das neue Buch Hiob                                                                                         |
| 1984   | SF     | David Brin            | Startide Rising                                           | Sternenflut                                                                                                |
| 1984   | F      | Marion Zimmer Bradley | The Mists of Avalon                                       | Die Nebel von Avalon                                                                                       |
| 1983   | SF     | Isaac Asimov          | Foundation’s Edge                                         | Auf der Suche nach der Erde auch: Die Suche nach der Erde                                                  |
| 1983   | F      | Gene Wolfe            | The Sword of the Lictor                                   | Das Schwert des Liktors                                                                                    |
| 1982   | SF     | Julian May            | The Many-Colored Land                                     | Das vielfarbene Land                                                                                       |
| 1982   | F      | Gene Wolfe            | The Claw of the Conciliator                               | Die Klaue des Schlichters                                                                                  |
| 1981   | SF     | Joan D. Vinge         | The Snow Queen                                            | Die Schneekönigin                                                                                          |
| 1981   | F      | Robert Silverberg     | Lord Valentine’s Castle                                   | Krieg der Träume auch: Lord Valentine                                                                      |
| 1980   | SF     | John Varley           | Titan                                                     | Der Satellit                                                                                               |
| 1980   | F      | Patricia A. McKillip  | Harpist in the Wind                                       | Harfner im Wind                                                                                            |
| 1970er |        |                       |                                                           | |
| Jahr   | Art    | Autor                 | Originaltitel                                             | Deutsche Ausgabe                                                                                           |
| 1979   | N      | Vonda N. McIntyre     | Dreamsnake                                                | Die Traumschlange                                                                                          |
| 1978   | SF     | Frederik Pohl         | Gateway                                                   | Gateway |
| 1978   | F      | J. R. R. Tolkien      | The Silmarillion                                          | Das Silmarillion                                                                                           |
| 1977   | N      | Kate Wilhelm          | Where Late the Sweet Birds Sang                           | Hier sangen früher Vögel                                                                                   |
| 1976   | N      | Joe Haldeman          | The Forever War                                           | Der ewige Krieg                                                                                            |
| 1975   | N      | Ursula K. Le Guin     | The Dispossessed                                          | Planet der Habenichtse auch: Die Enteigneten                                                               |
| 1974   | N      | Arthur C. Clarke      | Rendezvous with Rama                                      | Rendezvous mit 31/439                                                                                      |
| 1973   | N      | Isaac Asimov          | The Gods Themselves                                       | Lunatico oder Die nächste Welt                                                                             |
| 1972   | N      | Ursula K. Le Guin     | The Lathe of Heaven                                       | Die Geißel des Himmels                                                                                     |
| 1971   | N      | Larry Niven           | Ringworld                                                 | Ringwelt                                                                                                   |

### Jugendbuch (Young Adult Book)
2003 erstmals vergeben.
| 2020er | 2020er                    | 2020er                                                             | 2020er                                                                                        |
| Jahr   | Autor                     | Originaltitel                                                      | Deutsche Ausgabe                                                                              |
| ------ | ------------------------- | ------------------------------------------------------------------ | --------------------------------------------------------------------------------------------- |
| 2023   | Charlie Jane Anders       | Dreams Bigger Than Heartbreak                                      |                                                                                               |
| 2022   | Charlie Jane Anders       | Victories Greater Than Death                                       |                                                                                               |
| 2021   | T. Kingfisher             | A Wizard’s Guide to Defensive Baking                               |                                                                                               |
| 2020   | Yoon Ha Lee               | Dragon Pearl                                                       |                                                                                               |
| 2010er |                           |                                                                    |                                                                                               |
| Jahr   | Autor                     | Originaltitel                                                      | Deutsche Ausgabe                                                                              |
| 2019   | Justina Ireland           | Dread Nation                                                       |                                                                                               |
| 2018   | Nnedi Okorafor            | Akata Warrior                                                      |                                                                                               |
| 2017   | Alastair Reynolds         | Revenger                                                           | Rache                                                                                         |
| 2016   | Terry Pratchett           | The Shepard’s Crown                                                | Die Krone des Schäfers                                                                        |
| 2015   | Joe Abercrombie           | Half a King                                                        | Königsschwur                                                                                  |
| 2014   | Catherynne M. Valente     | The Girl Who Soared Over Fairyland and Cut the Moon in Two         | –                                                                                             |
| 2013   | China Miéville            | Railsea                                                            | Das Gleismeer                                                                                 |
| 2012   | Catherynne M. Valente     | The Girl Who Circumnavigated Fairyland in a Ship of Her Own Making | Die wundersame Geschichte von September, die sich ein Schiff baute und das Feenland umsegelte |
| 2011   | Paolo Bacigalupi          | Ship Breaker                                                       | Schiffsdiebe                                                                                  |
| 2010   | Scott Westerfeld          | Leviathan                                                          | Leviathan – Die geheime Mission                                                               |
| 2000er |                           |                                                                    |                                                                                               |
| Jahr   | Autor                     | Originaltitel                                                      | Deutsche Ausgabe                                                                              |
| 2009   | Neil Gaiman               | The Graveyard Book                                                 | Das Graveyard-Buch                                                                            |
| 2008   | China Miéville            | Un Lun Dun                                                         | Un Lon Dun                                                                                    |
| 2007   | Terry Pratchett           | Wintersmith                                                        | Der Winterschmied                                                                             |
| 2006   | Jane Yolen & Adam Stemple | Pay the Piper                                                      | Rattenfänger                                                                                  |
| 2005   | Terry Pratchett           | A Hat Full of Sky                                                  | Ein Hut voller Sterne                                                                         |
| 2004   | Terry Pratchett           | The Wee Free Men                                                   | Kleine freie Männer                                                                           |
| 2003   | Neil Gaiman               | Coraline                                                           | Coraline – Gefangen hinter dem Spiegel                                                        |

### Erstlingsroman (First Novel)
Zugelassen ist der erste im Vorjahr in Amerika veröffentlichte englischsprachige Roman aus dem Bereich Fiction.
1981 erstmals vergeben.
| 2020er | 2020er               | 2020er                                                      | 2020er                                    |
| Jahr   | Autor                | Originaltitel                                               | Deutsche Ausgabe                          |
| ------ | -------------------- | ----------------------------------------------------------- | ----------------------------------------- |
| 2023   | Ray Nayler           | The Mountain in the Sea                                     |                                           |
| 2022   | P. Djèlí Clark       | A Master of Djinn                                           | Meister der Dschinn                       |
| 2021   | Darcie Little Badger | Elatsoe                                                     |                                           |
| 2020   | Tamsyn Muir          | Gideon the Ninth                                            | Ich bin Gideon                            |
| 2010er |                      |                                                             |                                           |
| Jahr   | Autor                | Originaltitel                                               | Deutsche Ausgabe                          |
| 2019   | Rebecca Roanhorse    | Trail of Lightning                                          | Das erwachte Land – Jägerin des Sturms    |
| 2018   | Theodora Goss        | The Strange Case of the Alchemist’s Daughter                | Der seltsame Fall der Alchemisten-Tochter |
| 2017   | Yoon Ha Lee          | Ninefox Gambit                                              |                                           |
| 2016   | Ken Liu              | The Grace of Kings                                          | Die Schwerter von Dara                    |
| 2015   | Mary Rickert         | The Memory Garden                                           | -                                         |
| 2014   | Ann Leckie           | Ancillary Justice                                           | Die Maschinen                             |
| 2013   | Saladin Ahmed        | Throne of the Crescent Moon                                 | -                                         |
| 2012   | Erin Morgenstern     | The Night Circus                                            | Der Nachtzirkus                           |
| 2011   | N. K. Jemisin        | The Hundred Thousand Kingdoms                               | Die Erbin der Welt                        |
| 2010   | Paolo Bacigalupi     | The Windup Girl                                             | Biokrieg                                  |
| 2000er |                      |                                                             |                                           |
| Jahr   | Autor                | Originaltitel                                               | Deutsche Ausgabe                          |
| 2009   | Paul Melko           | Singularity’s Ring                                          | Der Ring                                  |
| 2008   | Joe Hill             | Heart-Shaped Box                                            | Blind                                     |
| 2007   | Naomi Novik          | Temeraire: His Majesty’s Dragon/Throne of Jade/Black Powder | Drachenbrut/Drachenprinz/Drachenzorn      |
| 2006   | Elizabeth Bear       | Hammered/Scardown/Worldwired                                | -                                         |
| 2005   | Susanna Clarke       | Jonathan Strange & Mr Norrell                               | Jonathan Strange & Mr. Norrell            |
| 2004   | Cory Doctorow        | Down and Out in the Magic Kingdom                           | Backup                                    |
| 2003   | Alexander C. Irvine  | A Scattering of Jades                                       | -                                         |
| 2002   | Jacqueline Carey     | Kushiel’s Dart                                              | Kushiel – Das Zeichen                     |
| 2001   | Geoffrey A. Landis   | Mars Crossing                                               | -                                         |
| 2000   | Paul Levinson        | The Silk Code                                               | -                                         |
| 1990er |                      |                                                             |                                           |
| Jahr   | Autor                | Originaltitel                                               | Deutsche Ausgabe                          |
| 1999   | Nalo Hopkinson       | Brown Girl in the Ring                                      | -                                         |
| 1998   | Ian R. MacLeod       | The Great Wheel                                             | -                                         |
| 1997   | Sarah Zettel         | Reclamation                                                 | -                                         |
| 1997   | Sage Walker          | Whiteout                                                    | -                                         |
| 1996   | Linda Nagata         | The Bohr Maker                                              | -                                         |
| 1995   | Jonathan Lethem      | Gun, With Occasional Music                                  | Knarre mit Begleitmusik                   |
| 1994   | Patricia Anthony     | Cold Allies                                                 | Kalte Verbündete                          |
| 1993   | Maureen F. McHugh    | China Mountain Zhang                                        | ABC Zhang                                 |
| 1992   | Kathe Koja           | The Cipher                                                  | -                                         |
| 1991   | Michael F. Flynn     | In the Country of the Blind                                 | -                                         |
| 1990   | Allen Steele         | Orbital Decay                                               | Station der letzten Helden                |
| 1980er |                      |                                                             |                                           |
| Jahr   | Autor                | Originaltitel                                               | Deutsche Ausgabe                          |
| 1989   | Ian McDonald         | Desolation Road                                             | Straße der Verlassenheit                  |
| 1988   | Emma Bull            | War for the Oaks                                            | -                                         |
| 1987   | Jack McDevitt        | The Hercules Text                                           | Erstkontakt                               |
| 1986   | Carl Sagan           | Contact                                                     | Contact                                   |
| 1985   | Kim Stanley Robinson | The Wild Shore                                              | Das wilde Ufer                            |
| 1984   | R. A. MacAvoy        | Tea with the Black Dragon                                   | Stelldichein beim schwarzen Drachen       |
| 1983   | Donald Kingsbury     | Courtship Rite                                              | Die Riten der Minne                       |
| 1982   | Somtow Sucharitkul   | Starship & Haiku                                            | Das letzte Haiku verhallt                 |
| 1981   | Robert L. Forward    | Dragon’s Egg                                                | Das Drachenei                             |

### Kurzroman (Novella)
Diese Kategorie beinhaltet Werke mit einer Länge von 17.500 bis 40.000 Wörtern.
1973 erstmals vergeben.
| 2020er | 2020er                            | 2020er                                           | 2020er                              |
| Jahr   | Autor                             | Originaltitel                                    | Deutsche Ausgabe                    |
| ------ | --------------------------------- | ------------------------------------------------ | ----------------------------------- |
| 2023   | Becky Chambers                    | A Prayer for the Crown-Shy                       |                                     |
| 2022   | Martha Wells                      | Fugitive Telemetry                               |                                     |
| 2021   | P. Djèlí Clark                    | Ring Shout                                       |                                     |
| 2020   | Amal El-Mohtar & Max Gladstone    | This Is How You Lose the Time War                | Verlorene der Zeiten                |
| 2010er |                                   |                                                  |                                     |
| Jahr   | Autor                             | Originaltitel                                    | Deutsche Ausgabe                    |
| 2019   | Martha Wells                      | Artificial Condition                             |                                     |
| 2018   | Martha Wells                      | All Systems Red                                  |                                     |
| 2017   | Seanan McGuire                    | Every Heart a Doorway                            |                                     |
| 2016   | Alastair Reynolds                 | Slow Bullets                                     | -                                   |
| 2015   | Nancy Kress                       | Yesterday’s Kin                                  | -                                   |
| 2014   | Catherynne M. Valente             | Six-Gun Snow White                               | -                                   |
| 2013   | Nancy Kress                       | After the Fall, Before the Fall, During the Fall | -                                   |
| 2012   | Catherynne M. Valente             | Silently and Very Fast                           | -                                   |
| 2011   | Ted Chiang                        | The Lifecycle of Software Objects                | -                                   |
| 2010   | Kage Baker                        | The Women of Nell Gwynne’s                       | Die Frauen von Nell Gwynne’s        |
| 2000er |                                   |                                                  |                                     |
| Jahr   | Autor                             | Originaltitel                                    | Deutsche Ausgabe                    |
| 2009   | Kelly Link                        | Pretty Monsters                                  | -                                   |
| 2008   | Cory Doctorow                     | After the Siege                                  | -                                   |
| 2007   | Charles Stross                    | Missile Gap                                      | -                                   |
| 2006   | Kelly Link                        | Magic for Beginners                              | Magie für Anfänger                  |
| 2005   | Gene Wolfe                        | Golden City Far                                  | -                                   |
| 2004   | Vernor Vinge                      | The Cookie Monster                               | Das Cookie-Monster                  |
| 2003   | China Miéville                    | The Tain                                         | Spiegelhaut                         |
| 2002   | Ursula K. Le Guin                 | The Finder                                       | Der Finder                          |
| 2001   | Lucius Shepard                    | Radiant Green Star                               | -                                   |
| 2000   | Dan Simmons                       | Orphans of the Helix                             | Die verlorenen Kinder der Helix     |
| 1990er |                                   |                                                  |                                     |
| Jahr   | Autor                             | Originaltitel                                    | Deutsche Ausgabe                    |
| 1999   | Greg Egan                         | Oceanic                                          | Ozeanisch                           |
| 1998   | Allen Steele                      | …Where Angels Fear to Tread                      | -                                   |
| 1997   | Connie Willis                     | Bellwether                                       | -                                   |
| 1996   | Connie Willis                     | Remake                                           | -                                   |
| 1995   | Ursula K. Le Guin                 | Forgiveness Day                                  | Das Fest der Vergebung              |
| 1994   | Harlan Ellison                    | Mefisto in Onyx                                  | Mephisto in Onyx                    |
| 1993   | Lucius Shepard                    | Barnacle Bill the Spacer                         | Muschelkratzer-Bill                 |
| 1992   | Kristine Kathryn Rusch            | The Gallery of His Dreams                        | Die Galerie seiner Träume           |
| 1991   | Kim Stanley Robinson              | A Short, Sharp Shock                             | Eine kurze, heftige Erschütterung   |
| 1990   | Lucius Shepard                    | The Father of Stones                             | -                                   |
| 1980er |                                   |                                                  |                                     |
| Jahr   | Autor                             | Originaltitel                                    | Deutsche Ausgabe                    |
| 1989   | Lucius Shepard                    | The Scalehunter’s Beautiful Daughter             | Des Schuppensammlers schöne Tochter |
| 1988   | Robert Silverberg                 | The Secret Sharer                                | Vox                                 |
| 1987   | Lucius Shepard                    | R&R                                              | R&R                                 |
| 1986   | James Tiptree, Jr.                | The Only Neat Thing to Do                        | -                                   |
| 1985   | John Varley                       | PRESS ENTER[]                                    | Eingang drücken                     |
| 1984   | Michael Bishop                    | Her Habiline Husband                             | -                                   |
| 1983   | Joanna Russ                       | Souls                                            | Seelen                              |
| 1982   | John Varley                       | Blue Champagne                                   | -                                   |
| 1981   | George R. R. Martin               | Nightflyers                                      | Nachtflieger                        |
| 1980   | Barry B. Longyear                 | Enemy Mine                                       | Du, mein Feind                      |
| 1970er |                                   |                                                  |                                     |
| Jahr   | Autor                             | Originaltitel                                    | Deutsche Ausgabe                    |
| 1979   | John Varley                       | The Persistence of Vision                        | Die Trägheit des Auges              |
| 1978   | Spider Robinson & Jeanne Robinson | Stardance                                        | Sternentanz                         |
| 1977   | Michael Bishop                    | The Samurai and the Willows                      | Tod eines Samurai                   |
| 1976   | Lisa Tuttle & George R. R. Martin | The Storms of Windhaven                          | Sturm über Windhaven                |
| 1975   | Robert Silverberg                 | Born with the Dead                               | Mit den Toten geboren               |
| 1974   | Gene Wolfe                        | The Death of Doctor Island                       | Der Tod des Dr. Island              |
| 1973   | Frederik Pohl                     | The Gold at the Starbow’s End                    | -                                   |

### Erzählung (Novelette)
Die Kategorie beinhaltet Werke mit einer Länge von 7500 bis 17.500 Wörtern.
Von 1975 bis 1977 und dann seit 1979 vergeben.
| 2020er | 2020er                                        | 2020er                                                                                |
| Jahr   | Autor                                         | Originaltitel                                                                         |
| ------ | --------------------------------------------- | ------------------------------------------------------------------------------------- |
| 2023   | John Chu                                      | If You Find Yourself Speaking to God, Address God with the Informal You               |
| 2022   | John Wiswell                                  | That Story Isn't the Story                                                            |
| 2021   | Meg Elison                                    | The Pill                                                                              |
| 2020   | Ted Chiang                                    | Omphalos                                                                              |
| 2010er |                                               |                                                                                       |
| Jahr   | Autor                                         | Originaltitel                                                                         |
| 2019   | Brooke Bolander                               | The Only Harmless Great Thing                                                         |
| 2018   | Samuel R. Delany                              | The Hermit of Houston                                                                 |
| 2017   | Alyssa Wong                                   | You’ll Surely Drown Here If You Stay                                                  |
| 2016   | Neil Gaiman                                   | Black Dog                                                                             |
| 2015   | Joe Abercrombie                               | Tough Times All Over                                                                  |
| 2014   | Neil Gaiman                                   | The Sleeper and the Spindle                                                           |
| 2013   | Pat Cadigan                                   | The Girl-Thing Who Went Out for Sushi                                                 |
| 2012   | Catherynne M. Valente                         | White Lines on a Green Field                                                          |
| 2011   | Neil Gaiman                                   | The Truth is a Cave in the Black Mountains                                            |
| 2010   | Peter S. Beagle                               | By Moonlight                                                                          |
| 2000er |                                               |                                                                                       |
| Jahr   | Autor                                         | Originaltitel                                                                         |
| 2009   | Paolo Bacigalupi                              | Pump Six                                                                              |
| 2008   | Neil Gaiman                                   | The Witch’s Headstone                                                                 |
| 2007   | Cory Doctorow                                 | When Sysadmins Ruled the Earth                                                        |
| 2006   | Cory Doctorow                                 | I, Robot                                                                              |
| 2005   | China Miéville                                | Reports of Certain Events in London                                                   |
| 2005   | Kelly Link                                    | The Faery Handbag                                                                     |
| 2004   | Neil Gaiman                                   | A Study in Emerald                                                                    |
| 2003   | Ursula K. Le Guin                             | The Wild Girls                                                                        |
| 2002   | Ted Chiang                                    | Hell Is the Absence of God                                                            |
| 2001   | Ursula K. Le Guin                             | The Birthday of the World                                                             |
| 2000   | Stephen Baxter                                | Huddle                                                                                |
| 2000   | Greg Egan                                     | Border Guards                                                                         |
| 1990er |                                               |                                                                                       |
| Jahr   | Autor                                         | Originaltitel                                                                         |
| 1999   | Greg Egan                                     | The Planck Dive                                                                       |
| 1999   | Bruce Sterling                                | Taklamakan                                                                            |
| 1998   | Connie Willis                                 | Newsletter                                                                            |
| 1997   | Ursula K. Le Guin                             | Mountain Ways                                                                         |
| 1996   | Mike Resnick                                  | When the Old Gods Die                                                                 |
| 1995   | David Gerrold                                 | The Martian Child                                                                     |
| 1994   | Dan Simmons                                   | Death in Bangkok                                                                      |
| 1993   | Pamela Sargent                                | Danny Goes to Mars                                                                    |
| 1992   | Dan Simmons                                   | All Dracula’s Children                                                                |
| 1991   | Dan Simmons                                   | Entropy’s Bed at Midnight                                                             |
| 1990   | Orson Scott Card                              | Dogwalker                                                                             |
| 1980er |                                               |                                                                                       |
| Jahr   | Autor                                         | Originaltitel                                                                         |
| 1989   | Harlan Ellison                                | The Function of Dream Sleep                                                           |
| 1988   | Pat Murphy                                    | Rachel in Love                                                                        |
| 1987   | David Brin                                    | Thor Meets Captain America                                                            |
| 1986   | Harlan Ellison                                | Paladin of the Lost Hour                                                              |
| 1985   | Octavia E. Butler                             | Bloodchild                                                                            |
| 1984   | George R. R. Martin                           | The Monkey Treatment                                                                  |
| 1983   | Harlan Ellison                                | Djinn, No Chaser                                                                      |
| 1982   | George R. R. Martin                           | Guardians                                                                             |
| 1981   | Thomas Michael Disch                          | The Brave Little Toaster                                                              |
| 1980   | George R. R. Martin                           | Sandkings                                                                             |
| 1970er |                                               |                                                                                       |
| Jahr   | Autor                                         | Originaltitel                                                                         |
| 1979   | John Varley                                   | The Barbie Murders                                                                    |
| 1978   | – nicht vergeben: Kategorie nicht angeboten – | – nicht vergeben: Kategorie nicht angeboten –                                         |
| 1977   | Isaac Asimov                                  | The Bicentennial Man                                                                  |
| 1976   | Ursula K. Le Guin                             | The New Atlantis                                                                      |
| 1975   | Harlan Ellison                                | Adrift Just Off the Islets of Langerhans: Latitude 38° 54′ N, Longitude 77° 00′ 13″ W |

### Kurzgeschichte (Short Story/Short Fiction)
Die Kategorie beinhaltet Werke mit einer Länge bis 7500 Wörtern.
Anfänglich wurde der Preis in der Kategorie „Short Fiction“ vergeben, von 1975 bis 1977 und dann seit 1979 in der Kategorie „Short Story“.
| 2020er | 2020er              | 2020er                                                                                     |
| Jahr   | Autor               | Originaltitel                                                                              |
| ------ | ------------------- | ------------------------------------------------------------------------------------------ |
| 2023   | Samantha Mills      | Rabbit Test                                                                                |
| 2022   | Sarah Pinsker       | Where Oaken Hearts Do Gather                                                               |
| 2021   | Naomi Kritzer       | Little Free Library                                                                        |
| 2020   | Charlie Jane Anders | The Bookstore at the End of America                                                        |
| 2010er |                     |                                                                                            |
| Jahr   | Autor               | Originaltitel                                                                              |
| 2019   | P. Djèlí Clark      | The Secret Lives of the Nine Negro Teeth of George Washington                              |
| 2018   | Linda Nagata        | The Martian Obelisk                                                                        |
| 2017   | Amal El-Mohtar      | Seasons of Glass and Iron                                                                  |
| 2016   | Naomi Kritzer       | Cat Pictures Please                                                                        |
| 2015   | Amal El-Mohtar      | The Truth About Owls                                                                       |
| 2014   | Caitlín R. Kiernan  | The Road of Needles                                                                        |
| 2013   | Aliette de Bodard   | Immersion                                                                                  |
| 2012   | Neil Gaiman         | The Case of Death and Honey                                                                |
| 2011   | Neil Gaiman         | The Thing About Cassandra                                                                  |
| 2010   | Neil Gaiman         | An Invocation of Incuriosity                                                               |
| 2000er |                     |                                                                                            |
| Jahr   | Autor               | Originaltitel                                                                              |
| 2009   | Ted Chiang          | Exhalation                                                                                 |
| 2008   | Michael Swanwick    | A Small Room in Koboldtown                                                                 |
| 2007   | Neil Gaiman         | How to Talk to Girls at Parties                                                            |
| 2006   | Neil Gaiman         | Sunbird                                                                                    |
| 2005   | Neil Gaiman         | Forbidden Brides of the Faceless Slaves in the Nameless House of the Night of Dread Desire |
| 2004   | Neil Gaiman         | Closing Time                                                                               |
| 2003   | Neil Gaiman         | October in the Chair                                                                       |
| 2002   | Ursula K. Le Guin   | The Bones of the Earth                                                                     |
| 2001   | Larry Niven         | The Missing Mass                                                                           |
| 2000   | Terry Bisson        | macs                                                                                       |
| 1990er |                     |                                                                                            |
| Jahr   | Autor               | Originaltitel                                                                              |
| 1999   | Bruce Sterling      | Maneki Neko                                                                                |
| 1998   | James Patrick Kelly | Itsy Bitsy Spider                                                                          |
| 1997   | John Crowley        | Gone                                                                                       |
| 1996   | Maureen F. McHugh   | The Lincoln Train                                                                          |
| 1995   | Joe Haldeman        | None So Blind                                                                              |
| 1994   | Connie Willis       | Close Encounter                                                                            |
| 1993   | Connie Willis       | Even the Queen                                                                             |
| 1992   | John Kessel         | Buffalo                                                                                    |
| 1991   | Terry Bisson        | Bears Discover Fire                                                                        |
| 1990   | Orson Scott Card    | Lost Boys                                                                                  |
| 1980er |                     |                                                                                            |
| Jahr   | Autor               | Originaltitel                                                                              |
| 1989   | Harlan Ellison      | Eidolons                                                                                   |
| 1988   | Pat Cadigan         | Angel                                                                                      |
| 1987   | Isaac Asimov        | Robot Dreams                                                                               |
| 1986   | Harlan Ellison      | With Virgil Oddum at the East Pole                                                         |
| 1985   | Lucius Shepard      | Salvador                                                                                   |
| 1984   | James Tiptree, Jr.  | Beyond the Dead Reef                                                                       |
| 1983   | Ursula K. Le Guin   | Sur                                                                                        |
| 1982   | John Varley         | The Pusher                                                                                 |
| 1981   | Clifford D. Simak   | Grotto of the Dancing Deer                                                                 |
| 1980   | George R. R. Martin | The Way of Cross and Dragon                                                                |
| 1970er |                     |                                                                                            |
| Jahr   | Autor               | Originaltitel                                                                              |
| 1979   | Harlan Ellison      | Count the Clock that Tells the Time                                                        |
| 1978   | Joe Haldeman        | Tricentennial                                                                              |
| 1977   | Harlan Ellison      | Croatoan                                                                                   |
| 1976   | Ursula K. Le Guin   | The Day Before the Revolution                                                              |
| 1975   | Harlan Ellison      | Jeffty Is Five                                                                             |
| 1974   | Harlan Ellison      | The Deathbird                                                                              |
| 1973   | Harlan Ellison      | Basilisk                                                                                   |
| 1972   | Poul Anderson       | The Queen of Air and Darkness                                                              |
| 1971   | Harlan Ellison      | The Region Between                                                                         |

### Sammlung (Collection)
Diese Kategorie beinhaltet Sammlungen kürzerer Werke (in der Regel alles unterhalb von Roman) eines Autors in einem Buch.
1975 erstmals vergeben.
| 2020er | 2020er                                                              | 2020er                                                              |
| Jahr   | Autor                                                               | Originaltitel                                                       |
| ------ | ------------------------------------------------------------------- | ------------------------------------------------------------------- |
| 2023   | Sam J. Miller                                                       | Boys, Beasts & Men                                                  |
| 2022   | Charlie Jane Anders                                                 | Even Greater Mistakes                                               |
| 2021   | Ken Liu                                                             | The Hidden Girl and Other Stories                                   |
| 2020   | Ted Chiang                                                          | Exhalation                                                          |
| 2010er |                                                                     |                                                                     |
| Jahr   | Autor                                                               | Originaltitel                                                       |
| 2019   | N. K. Jemisin                                                       | How Long ’til Black Future Month?                                   |
| 2018   | Ursula K. Le Guin                                                   | The Hainish Novels and Stories                                      |
| 2017   | Ken Liu                                                             | The Paper Menagerie and Other Stories                               |
| 2016   | Neil Gaiman                                                         | Trigger Warning: Short Fictions and Disturbances                    |
| 2015   | Jay Lake                                                            | Last Plane to Heaven                                                |
| 2014   | Connie Willis                                                       | The Best of Connie Willis                                           |
| 2013   | Elizabeth Bear                                                      | Shoggoths in Bloom                                                  |
| 2012   | Tim Powers                                                          | The Bible Repairman and Other Stories                               |
| 2011   | Fritz Leiber                                                        | Fritz Leiber: Selected Stories                                      |
| 2010   | Gene Wolfe                                                          | The Best of Gene Wolfe                                              |
| 2000er |                                                                     |                                                                     |
| Jahr   | Autor                                                               | Originaltitel                                                       |
| 2009   | Paolo Bacigalupi                                                    | Pump Six and Other Stories                                          |
| 2008   | Connie Willis                                                       | The Winds of Marble Arch and Other Stories                          |
| 2007   | Neil Gaiman                                                         | Fragile Things                                                      |
| 2006   | Kelly Link                                                          | Magic for Beginners                                                 |
| 2005   | John Varley                                                         | The John Varley Reader                                              |
| 2004   | Ursula K. Le Guin                                                   | Changing Planes                                                     |
| 2003   | Ted Chiang                                                          | Stories of Your Life and Others                                     |
| 2002   | Ursula K. Le Guin                                                   | Tales from Earthsea                                                 |
| 2001   | Michael Swanwick                                                    | Tales of Old Earth                                                  |
| 2000   | Kim Stanley Robinson                                                | The Martians                                                        |
| 1990er |                                                                     |                                                                     |
| Jahr   | Autor                                                               | Originaltitel                                                       |
| 1999   | Avram Davidson, herausgegeben von: Robert Silverberg & Grania Davis | The Avram Davidson Treasury                                         |
| 1998   | Harlan Ellison                                                      | Slippage                                                            |
| 1997   | Joe Haldeman                                                        | None So Blind                                                       |
| 1996   | Ursula K. Le Guin                                                   | Four Ways to Forgiveness                                            |
| 1995   | David Brin                                                          | Otherness                                                           |
| 1994   | Connie Willis                                                       | Impossible Things                                                   |
| 1993   | Robert Silverberg                                                   | The Collected Stories of Robert Silverberg Volume 1: Secret Sharers |
| 1992   | Howard Waldrop                                                      | Night of the Cooters: More Neat Stories                             |
| 1991   | Orson Scott Card                                                    | Maps in a Mirror: The Short Fiction of Orson Scott Card             |
| 1990   | Pat Cadigan                                                         | Patterns                                                            |
| 1980er |                                                                     |                                                                     |
| Jahr   | Autor                                                               | Originaltitel                                                       |
| 1989   | Harlan Ellison                                                      | Angry Candy                                                         |
| 1988   | Lucius Shepard                                                      | The Jaguar Hunter                                                   |
| 1987   | John Varley                                                         | Blue Champagne                                                      |
| 1986   | Stephen King                                                        | Skeleton Crew                                                       |
| 1985   | Fritz Leiber                                                        | The Ghost Light                                                     |
| 1984   | Roger Zelazny                                                       | Unicorn Variations                                                  |
| 1983   | Ursula K. Le Guin                                                   | The Compass Rose                                                    |
| 1982   | George R. R. Martin                                                 | Sandkings                                                           |
| 1981   | John Varley                                                         | The Barbie Murders                                                  |
| 1980   | Larry Niven                                                         | Convergent Series                                                   |
| 1970er |                                                                     |                                                                     |
| Jahr   | Autor                                                               | Originaltitel                                                       |
| 1979   | John Varley                                                         | The Persistence of Vision                                           |
| 1978   | – nicht vergeben: Kategorie nicht angeboten –                       | – nicht vergeben: Kategorie nicht angeboten –                       |
| 1977   | George R. R. Martin                                                 | A Song for Lya                                                      |
| 1976   | Ursula K. Le Guin                                                   | The Wind’s Twelve Quarters                                          |
| 1975   | Fritz Leiber                                                        | The Best of Fritz Leiber                                            |

### Anthologie (Anthology)
Diese Kategorie beinhaltet Sammlungen kürzerer Werke (in der Regel alles unterhalb von Roman) mehrerer Autoren in einem Buch.
1971 gab es eine Kategorie „Anthology/Collection“, wobei das Siegerwerk in dem Jahr eine Anthologie war und deshalb hier aufgeführt wird. In den Jahren 1972 bis 1975 gab es die inzwischen eingestellten Kategorien „Original Anthology“ und „Reprint Anthology/Collection“, deren Sieger hier nicht angeführt sind. In der jetzigen Form wird die Kategorie seit 1976 (mit Ausnahme von 1978) angeboten.
| 2020er | 2020er                                                           | 2020er                                                             |
| Jahr   | Herausgeber                                                      | Originaltitel                                                      |
| ------ | ---------------------------------------------------------------- | ------------------------------------------------------------------ |
| 2023   | Sheree Renée Thomas, Oghenechovwe Donald Ekpeki und Zelda Knight | Africa Risen: A New Era of Speculative Fiction                     |
| 2022   | C. L. Clark & Charles Payseur                                    | We're Here: The Best Queer Speculative Fiction 2020                |
| 2021   | Jonathan Strahan                                                 | The Book of Dragons                                                |
| 2020   | Nisi Shawl                                                       | New Suns: Original Speculative Fiction by People of Color          |
| 2010er |                                                                  |                                                                    |
| Jahr   | Herausgeber                                                      | Originaltitel                                                      |
| 2019   | Gardner Dozois                                                   | The Book of Magic                                                  |
| 2018   | Gardner Dozois                                                   | The Book of Swords                                                 |
| 2017   | Ann VanderMeer, Jeff VanderMeer                                  | The Big Book of Science Fiction                                    |
| 2016   | George R. R. Martin & Gardner Dozois                             | Old Venus                                                          |
| 2015   | George R. R. Martin & Gardner Dozois                             | Rogues                                                             |
| 2014   | George R. R. Martin & Gardner Dozois                             | Old Mars                                                           |
| 2013   | Jonathan Strahan                                                 | Edge of Infinity                                                   |
| 2012   | Gardner Dozois                                                   | The Year’s Best Science Fiction: Twenty-eighth Annual Collection   |
| 2011   | George R. R. Martin & Gardner Dozois                             | Warriors                                                           |
| 2010   | Gardner Dozois & Jonathan Strahan                                | The New Space Opera 2                                              |
| 2000er |                                                                  |                                                                    |
| Jahr   | Herausgeber                                                      | Originaltitel                                                      |
| 2009   | Gardner Dozois                                                   | The Year’s Best Science Fiction: Twenty-Fifth Annual Collection    |
| 2008   | Gardner Dozois & Jonathan Strahan                                | The New Space Opera                                                |
| 2007   | Gardner Dozois                                                   | The Year’s Best Science Fiction: Twenty-Third Annual Collection    |
| 2006   | Ellen Datlow, Kelly Link & Gavin J. Grant                        | The Year’s Best Fantasy and Horror: Eighteenth Annual Collection   |
| 2005   | Gardner Dozois                                                   | The Year’s Best Science Fiction: Twenty-First Annual Collection    |
| 2004   | Gardner Dozois                                                   | The Year’s Best Science Fiction: Twentieth Annual Collection       |
| 2003   | Gardner Dozois                                                   | The Year’s Best Science Fiction: Nineteenth Annual Collection      |
| 2002   | Gardner Dozois                                                   | The Year’s Best Science Fiction: Eighteenth Annual Collection      |
| 2001   | Gardner Dozois                                                   | The Year’s Best Science Fiction: Seventeenth Annual Collection     |
| 2000   | Robert Silverberg                                                | Far Horizons                                                       |
| 1990er |                                                                  |                                                                    |
| Jahr   | Herausgeber                                                      | Originaltitel                                                      |
| 1999   | Robert Silverberg                                                | Legends                                                            |
| 1998   | Gardner Dozois                                                   | The Year’s Best Science Fiction: Fourteenth Annual Collection      |
| 1997   | Gardner Dozois                                                   | The Year’s Best Science Fiction: Thirteenth Annual Collection      |
| 1996   | Gardner Dozois                                                   | The Year’s Best Science Fiction: Twelfth Annual Collection         |
| 1995   | Gardner Dozois                                                   | The Year’s Best Science Fiction: Eleventh Annual Collection        |
| 1994   | Gardner Dozois                                                   | The Year’s Best Science Fiction: Tenth Annual Collection           |
| 1993   | Gardner Dozois                                                   | The Year’s Best Science Fiction: Ninth Annual Collection           |
| 1992   | Lou Aronica & Amy Stout & Betsy Mitchell                         | Full Spectrum 3                                                    |
| 1991   | Gardner Dozois                                                   | The Year’s Best Science Fiction: Seventh Annual Collection         |
| 1990   | Gardner Dozois                                                   | The Year’s Best Science Fiction: Sixth Annual Collection           |
| 1980er |                                                                  |                                                                    |
| Jahr   | Herausgeber                                                      | Originaltitel                                                      |
| 1989   | Lou Aronica & Shawna McCarthy                                    | Full Spectrum                                                      |
| 1988   | Gardner Dozois                                                   | The Year’s Best Science Fiction: Fourth Annual Collection          |
| 1987   | Gardner Dozois                                                   | The Year’s Best Science Fiction: Third Annual Collection           |
| 1986   | Harlan Ellison                                                   | Medea: Harlan’s World                                              |
| 1985   | Michael Bishop                                                   | Light Years and Dark                                               |
| 1984   | Terry Carr                                                       | The Best Science Fiction of the Year #12                           |
| 1983   | Terry Carr                                                       | The Best Science Fiction of the Year #11                           |
| 1982   | Robert Lynn Asprin                                               | Shadows of Sanctuary                                               |
| 1981   | Edward L. Ferman                                                 | The Magazine of Fantasy & Science Fiction: A 30 Year Retrospective |
| 1980   | Terry Carr                                                       | Universe 9                                                         |
| 1970er |                                                                  |                                                                    |
| Jahr   | Herausgeber                                                      | Originaltitel                                                      |
| 1979   | Terry Carr                                                       | The Best Science Fiction of the Year #7                            |
| 1978   | – nicht vergeben: Kategorie nicht angeboten –                    | – nicht vergeben: Kategorie nicht angeboten –                      |
| 1977   | Terry Carr                                                       | The Best Science Fiction of the Year #5                            |
| 1976   | Roger Elwood & Robert Silverberg                                 | Epoch                                                              |
| 1975   | – nicht vergeben: Kategorie nicht angeboten –                    | – nicht vergeben: Kategorie nicht angeboten –                      |
| 1974   | – nicht vergeben: Kategorie nicht angeboten –                    | – nicht vergeben: Kategorie nicht angeboten –                      |
| 1973   | – nicht vergeben: Kategorie nicht angeboten –                    | – nicht vergeben: Kategorie nicht angeboten –                      |
| 1972   | – nicht vergeben: Kategorie nicht angeboten –                    | – nicht vergeben: Kategorie nicht angeboten –                      |
| 1971   | Robert Silverberg                                                | The Science Fiction Hall of Fame                                   |

## Sammlungen
Die mit dem Locus Award ausgezeichneten Kurzgeschichten, Novellen und Kurzromane wurden großteils wahlweise nachgedruckt in:
| US-Titel                                                                      | Deutsche Äquivalenz- veröffentlichungen                                                                                 |
| ----------------------------------------------------------------------------- | --- |
| Annual World’s Best SF Herausgeber: Donald A. Wollheim und Arthur W. Saha     | Deutsche Entsprechung des Bandes 1973: - Der Zeitläufer, Terra Taschenbuch #258                                         |
| The Best Science Fiction of the Year Herausgeber: Terry Carr                  | Deutsche Entsprechung der Jahrgänge 1981–1983: - Die schönsten Science Fiction Stories des Jahres in 3 Bänden bei Heyne |
| The Best Science Fiction Novellas of the Year Herausgeber: Terry Carr         | (keine direkte deutsche Entsprechung)                                                                                   |
| Wollheim’s World’s Best SF Herausgeber: Donald A. Wollheim und Arthur W. Saha | Deutsche Entsprechung der Jahrgänge 1982–1990: - World’s Best SF in 9 Bänden bei Bastei Lübbe                           |
| Best Science Fiction Stories of the Year Herausgeber: Gardner Dozois          | (keine direkte deutsche Entsprechung)                                                                                   |